# Șesuri, Hunedoara
Șesuri este un sat în comuna Bucureșci din județul Hunedoara, Transilvania, România.